# Лазерное ускорение ионов
Ла́зерное ускоре́ние ио́нов — процесс ускорения ионного пучка с помощью сверхсильного лазерного излучения. Обычно процесс ускорения производится при облучении твердотельной мишени, однако существуют схемы ускорения ионов и в газовых мишенях. Наиболее перспективными считаются схемы ускорения приповерхностным слоем нагретых электронов и световым давлением. При помощи лазерного излучения были получены ионы с энергиями до 55 МэВ.

## Ускорение приповерхностным слоем нагретых электронов
Впервые ионы, ускоренные лазерным излучением, наблюдались экспериментально в 1999 году на лазерной установке Nova в Ливерморской национальной лаборатории. При облучении твердотельной мишени лазерным импульсом интенсивностью 1020 Вт/см² с обратной стороны мишени наблюдалась генерация энергичных ионов, имеющих квазитепловой разброс по энергиям с максимальной энергией около 55 МэВ.
Это явление было объяснено механизмом так называемого ускорения приповерхностным слоем нагретых электронов. Его суть заключается в том, что лазерный импульс при взаимодействии с мишенью ионизирует её вещество с образованием плазмы высокой плотности. При этом происходит разогрев электронов образовавшейся плазмы до релятивистских температур, сопровождающийся разлётом образовавшегося облака электронов далеко за пределы мишени. Разлёт приводит к появлению электростатического поля разделения зарядов, которое в свою очередь ускоряет ионы.
Для получения квазимоноэнергетических спектров ускоренных ионов было предложено использование композитных мишеней, представляющих собой тонкие фольги из тяжёлого металла (золота, платины и т. п.) с нанесённым на поверхность ультратонким слоем лёгких атомов — водорода или углерода. В процессе взаимодействия тяжёлые ионы остаются практически неподвижными, в то время как более лёгкие эффективно ускоряются, образуя пучок ионов приблизительно равной энергии.

## Ускорение световым давлением
Альтернативной схемой ускорения является ускорение световым давлением. Её идея заключается в том, что при облучении сверхтонкой (порядка 10 нм) фольги, состоящей из лёгких элементов (например, водорода и/или углерода), световое давление, оказываемое сфокусированными лазерными импульсами мощностью более 10 ТВт, может оказаться достаточным для эффективного ускорения мишени как целого. Данный метод, предложенный в 2004 году, был реализован экспериментально только в 2009 году. В эксперименте, проведённом в Институте Макса Борна, использовался лазерный импульс мощностью 20 ТВт с высоким контрастом, облучавший углеродные плёнки, толщина которых варьировалась от 2,9 нм до 40 нм. Оптимальный результат получился для плёнки толщиной 5,3 нм: были зарегистрированы шестизарядные ионы углерода, имевшие энергию около 30 МэВ.

### Научная
- G. Mourou, T. Tajima, S. V. Bulanov. Relativistic optics (англ.) // Rev. Mod. Phys.. — 2006. — Vol. 78. — P. 309—371.
- В. С. Беляев, В. П. Крайнов, В. С. Лисица, А. П. Матафонов. Генерация быстрых заряженных частиц и сверхсильных магнитных полей при взаимодействии сверхкоротких интенсивных лазерных импульсов с твердотельными мишенями // Успехи физических наук. — Российская академия наук, 2009. — Т. 178. — С. 823.
- А. В. Коржиманов, А. А. Гоносков, Е. А. Хазанов, А. М. Сергеев. Горизонты петаваттных лазерных комплексов // УФН. — 2011. — Т. 181. — С. 9—32.
- Hiroyuki Daido, Mamiko Nishiuchi and Alexander S. Pirozhkov. Review of laser-driven ion sources and their applications (англ.) // Rep. Prog. Phys.. — 2012. — Vol. 75. — P. 056401. — doi:10.1088/0034-4885/75/5/056401.
- Andrea Macchi, Marco Borghesi, and Matteo Passoni. Ion acceleration by superintense laser-plasma interaction (англ.) // Rev. Mod. Phys.. — 2013. — Vol. 85. — P. 751. — doi:10.1103/RevModPhys.85.751. — arXiv:1302.1775.
- С. В. Буланов, Я. Я. Вилкенс, Т. Ж. Есиркепов, Г. Корн, Г. Крафт, С. Д. Крафт, М. Моллс, В. С. Хорошков. Лазерное ускорение ионов для адронной терапии // Успехи физических наук. — Российская академия наук, 2014. — Т. 184. — С. 1265. — doi:10.3367/UFNr.0184.201412a.1265.
- В. Ю. Быченков, А. В. Брантов, Е. А. Говрас, В. Ф. Ковалёв. Лазерное ускорение ионов: новые результаты, перспективы применения // Успехи физических наук. — Российская академия наук, 2015. — Т. 185. — С. 77. — doi:10.3367/UFNr.0185.201501f.0077.

### Научно-популярная
- Л. М. Горбунов. Зачем нужны сверхмощные лазерные импульсы? // Природа. — Наука, 2007. — № 4.
- В. Ю. Быченков. Пятьдесят лет лазеру. Новый шаг — ускоритель на столе // Наука и жизнь. — 2010. — № 12.
- В. Ю. Быченков. Экстремальный свет ускоряет ионы // Природа. — Наука, 2012. — № 2.